# Đăk Tô
Đăk Tô cũ là một huyện thuộc tỉnh Kon Tum cũ, Việt Nam.

## Địa lý
Huyện Đăk Tô nằm ở phía bắc tỉnh Kon Tum, có vị trí địa lý:
- Phía tây giáp huyện Ngọc Hồi
- Phía nam giáp huyện Sa Thầy
- Phía đông giáp huyện Đăk Hà
- Phía bắc giáp huyện Tu Mơ Rông.

Huyện Đăk Tô có diện tích 509,24 km², dân số năm 2019 là 47.544 người, mật độ dân số đạt 93 người/km².

## Hành chính
Huyện Đắk Tô có 9 đơn vị hành chính cấp xã trực thuộc, bao gồm thị trấn Đăk Tô (huyện lỵ) và 8 xã: Diên Bình, Đăk Rơ Nga, Đăk Trăm, Kon Đào, Ngọk Tụ, Pô Kô, Tân Cảnh, Văn Lem.

## Lịch sử
Đăk Tô là tên gọi của dòng suối nước nóng trong vùng cư trú của đồng bào dân tộc Sedang (hay Xơ Đăng, tên gọi này xuất phát từ cách phát âm chỉ người bản địa là /s'teng/). Trong tổ chức xã hội truyền thống, người Sedang cư trú thành từng làng; làng của người Sedang thường gắn với lưu vực các con sông dòng suối hay quả đồi, ngọn núi và tên gọi của làng cũng được đặt theo tên địa danh các ngọn núi, hay dòng sông con suối đó. Đăk Tô là tên gọi của dòng suối nước nóng, đồng thời cũng là tên gọi của làng người Xê Đăng có nguồn gốc lâu đời ở vùng này. Khi đơn vị hành chính đầu tiên được thiết lập ở vùng đất này đã lấy Đăk Tô làm tên gọi địa danh chính thức.

### Thời Pháp thuộc
Trước thế kỷ XX, cộng đồng người Sedang ở Đăk Tô đã định hình thành một vùng cư trú tập trung khá rộng lớn. Trong những năm đầu thế kỷ XX, thực dân Pháp sau khi xâm lược mở rộng phạm vi chiếm đóng trên địa bàn tỉnh Kon Tum thì Đăk Tô là vùng đất sớm được thực dân Pháp tìm đến. Đầu những năm 1920, Pháp thiết lập ở Kon Tum những đồn binh để trấn áp các cư dân bản địa trong vùng, cai quản những vùng đất mới mở. Đồn Đăk Tô được khởi lập từ năm 1920 do quan đồn người Pháp là Bui Ron trấn giữ. Đồn này thực hiện cả hai chức năng về quân sự lẫn dân sự. Chính đây là nền tảng cơ sở thành lập nên đơn vị hành chính Đăk Tô sau này.
Đến trước năm 1945, sau khi đại lý hành chính An Khê được tách khỏi tỉnh Kon Tum nhập về tỉnh Pleiku, thực dân pháp cũng đã phân chia lại địa giới hành chính ở Kon Tum, đồng thời phân cấp về đơn vị hành chính. Tổng Tân Hương (nay là Thành phố Kon Tum) được đổi thành thị trấn trung tâm của tỉnh lỵ; đồng thời thiết lập các hạt (cấp huyện) là Đăk Tô, Đăk Glei, Đăk Sút. Riêng hạt Kon Plong giành chính quyền sớm nên bộ máy chính quyền được thành lập trước khi có sự chỉ đạo của Ủy ban nhân dân cách mạng lâm thời tỉnh. Huyện Đăk Tô lúc mới hình thành ôm trọn phần đất cư trú của người Sedang ở vùng trung tâm của tỉnh nhưng ranh giới hành chính chỉ mang tính ước định chưa cụ thể.
Tháng 8 năm 1945, Đăk Tô là một trong tổng số 4 huyện thuộc tỉnh Kon Tum. Bộ máy hành chính của huyện lúc đó chỉ mang tính đại diện.
Tháng 6 năm 1946, thực dân Pháp tái chiếm lại tỉnh Kon Tum, áp dụng chế độ trực trị cho đến tháng 2 năm 1954. Suốt trong thời gian đó, Pháp mở rộng phạm vi chiếm đóng cai trị, xây dựng đồn và quận lỵ Đăk Tô. Hệ thống đồn bót ở các vùng trọng điểm lấy cứ điểm Đăk Tô làm trung tâm do tên đồn trưởng là một sĩ quan người Pháp cai quản chung. Dưới là những chủ làng chánh tổng cai trị.

### Chính quyền cách mạng
Cũng thời gian trên (1946-1954) ngoài vùng chiếm đóng kiểm soát của người Pháp là vùng cơ sở, khu du kích, căn cứ kháng chiến của phong trào cách mạng địa phương huyện Đăk Tô. Theo phân cấp quản lý thì từ 1950, huyện Đăk Tô là địa bàn khu 2, một trong 7 khu được thành lập thuộc tỉnh Gia–Kon. Từ năm 1952 vùng căn cứ khu 2 (Đăk Tô) được tách ra ở hai phía: phía đông nhập về huyện Kon Plong; phía bắc nhập với khu đông đường 14 (huyện Đăk Glei). Tháng 2 năm 1954, ta tấn công và giải phóng toàn huyện Đăk Tô. Từ tháng 2 năm 1954 đến tháng 7 năm 1954, huyện Đăk Tô nằm trong địa bàn khu 6 mới được thành lập và một phần địa bàn khu 2 (cũ) trước đó, thuộc quyền quản lý của chính quyền cách mạng.

### Quốc gia Việt Nam
Tháng 7 năm 1954, Hiệp định Genève được ký kết. Tháng 10 năm 1954, Đăk Tô tập kết chuyển quân, chính quyền cách mạng giải thể, tổ chức Đảng rút vào hoạt động bí mật. Quốc gia Việt Nam tiếp quản huyện Đăk Tô.

### Việt Nam Cộng hòa
Năm 1955, chính quyền Đệ Nhất Cộng hòa Việt Nam sau khi củng cố quyền lực đã phân cấp hành chính ở tỉnh Kon Tum theo cơ cấu: Toà hành chính tỉnh, dưới tỉnh là quận, rồi đến xã, làng. Từ năm 1955 đến cuối năm 1957, Đăk Tô là một quận lớn trực thuộc Toà hành chính tỉnh Kon Tum. Thời kỳ này Đăk Tô xây dựng thành một trung tâm hậu cứ lớn phòng thủ án ngữ mặt bắc tỉnh Kon Tum.
Năm 1958, thành lập quận lỵ hành chính Tu Mơ Rông đóng đồn lớn Đăk Hà tại xã Đăk Hà cách Đăk Tô 25 km về phía đông bắc.
Nhưng đến năm 1965 thì bãi bỏ quận lỵ Tu Mơ Rông. Từ sau năm 1965, phân cấp hành chính của địch ở tỉnh Kon Tum có sự thay đổi. Đối với các khu vực thị xã, thị trấn thì giảm quận mà đặt phái viên hành chính. Về quân sự ở vùng quận lỵ, thì thành lập chi khu, ở các vùng có phái viên hành chính thì thiết lập yếu khu. Theo đó, trên địa bàn Đăk Tô có chi khu Đăk Tô và yếu khu Tu Mơ Rông. 
Với Mùa hè đỏ lửa năm 1972, Đăk Tô trở thành chiến trường. Quân Mặt trận Giải phóng miền Nam Việt Nam và Việt Nam Dân chủ Cộng hòa chiếm đóng được Đăk Tô – Tân Cảnh. Về mặt hành chính huyện Đăk Tô được thành lập với tên mật danh là H80, cho mãi đến 17 tháng 3 năm 1975, khi quân đội Việt Nam Dân chủ Cộng hòa hoàn toàn tiếp thu tỉnh Kon Tum. H80 được đổi tên thành huyện Đăk Tô.

### Sau năm 1975
Tháng 10 năm 1975, ba tỉnh Pleiku, Phú Bổn và Kon Tum sáp nhập thành tỉnh Gia Lai - Kon Tum, huyện Đắk Tô thuộc tỉnh Gia Lai - Kon Tum, ban đầu bao gồm 18 xã: Đắk Ang, Đắk Na, Đắk Pxi, Đắk Sao, Đắk Tơ Kan, Đắk Xú, Diên Bình, Kon Đào, Măng Xăng, Mô Rai, Ngọk Lây, Ngọk Tụ, Ngọk Yêu, Pô Kô, Pờ Y, Rơ Kơi, Tân Cảnh và Tu Mơ Rông.
Ngày 10 tháng 10 năm 1978, tách 4 xã: Rơ Kơi, Mô Rai, Pờ Y và Đắk Xú để thành lập huyện Sa Thầy theo Quyết định số 254-CP của Hội đồng Chính phủ, huyện Đắk Tô còn lại 14 xã: Đắk Ang, Đắk Na, Đắk Pxi, Đắk Sao, Đắk Tơ Kan, Diên Bình, Kon Đào, Măng Xăng, Ngọk Lây, Ngọk Tụ, Ngọk Yêu, Pô Kô, Tân Cảnh và Tu Mơ Rông.
Ngày 29 tháng 10 năm 1983, Hội đồng Bộ trưởng ban hành Quyết định số 122-HĐBT. Theo đó:
- Chia xã Đắk Tơ Kan thành 2 xã: Đắk Tơ Kan và Văn Lem
- Chia xã Đắk Pxi thành 2 xã: Đắk Pxi và Đắk Hring
- Chia xã Tu Mơ Rông thành 2 xã: Tu Mơ Rông và Đắk Hà.

Ngày 30 tháng 5 năm 1988, tách các thôn 2, 3 và 4 của xã Tân Cảnh để thành lập thị trấn Đăk Tô (thị trấn huyện lỵ huyện Đắk Tô).
Ngày 12 tháng 8 năm 1991, tỉnh Kon Tum được tái lập, huyện Đắk Tô thuộc tỉnh Kon Tum, gồm 1 thị trấn Đắk Tô và 17 xã: Đắk Ang, Đắk Hà, Đắk Hring, Đắk Na, Đắk Pxi, Đắk Sao, Đắk Tơ Kan, Diên Bình, Kon Đào, Măng Xăng, Ngọk Lây, Ngọk Tụ, Ngọk Yêu, Pô Kô, Tân Cảnh, Tu Mơ Rông, Văn Lem.
Ngày 15 tháng 10 năm 1991, điều chỉnh 13.864 hécta diện tích tự nhiên và 1.785 nhân khẩu xã Đắk Ang sang trực thuộc huyện Ngọc Hồi.
Huyện Đăk Tô còn lại 192.146 hécta diện tích tự nhiên và 43.173 nhân khẩu với 17 đơn vị hành chính cấp xã, bao gồm thị trấn Đăk Tô và 16 xã: Ngọk Lây, Ngọk Yêu, Đăk Hring, Đăk Pxi, Đăk Sao, Đăk Na, Ngọk Tụ, Tân Cảnh, Pô Kô, Diên Bình, Kon Đào, Đăk Hà.
Ngày 24 tháng 3 năm 1994, điều chỉnh 35.356 hécta diện tích tự nhiên với 5.158 nhân khẩu của 2 xã: Đắk Pxi và Đắk Hring sang trực thuộc huyện Đắk Hà.
Huyện Đăk Tô còn lại 157.781,2 hécta diện tích tự nhiên và 38.580 nhân khẩu với 15 đơn vị hành chính cấp xã, bao gồm thị trấn Đăk Tô và 14 xã: Ngọk Lây, Ngọk Yêu, Đăk Sao, Đăk Na, Ngọk Tụ, Tân Cảnh, Pô Kô, Diên Bình, Kon Đào, Đăk Hà.
Ngày 13 tháng 7 năm 2001, Chính phủ ban hành Nghị định số 40/2001/NĐ-CP. Theo đó:
- Thành lập xã Măng Ri trên cơ sở 3.497 ha diện tích tự nhiên và 1.945 nhân khẩu của xã Măng Xăng
- Xã Măng Xăng còn lại 5.893 ha diện tích tự nhiên với 1.871 nhân khẩu và đổi tên thành xã Tê Xăng
- Thành lập xã Văn Xuôi trên cơ sở 9.130 ha diện tích tự nhiên và 1.967 nhân khẩu của xã Ngọk Yêu.

Cuối năm 2004, huyện Đắk Tô có 17 đơn vị hành chính cấp xã, bao gồm thị trấn Đắk Tô và 16 xã: Đắk Hà, Đắk Na, Đắk Sao, Đắk Tơ Kan, Diên Bình, Kon Đào, Măng Ri, Ngọk Lây, Ngọk Tụ, Ngọk Yêu, Pô Kô, Tân Cảnh, Tê Xăng, Tu Mơ Rông, Văn Lem, Văn Xuôi.
Ngày 9 tháng 6 năm 2005, Chính phủ ban hành Nghị định 76/2005/NĐ-CP. Theo đó:
- Thành lập xã Đắk Rơ Nga trên cơ sở 11.320 ha diện tích tự nhiên và 2.208 nhân khẩu của xã Ngọk Tụ
- Thành lập xã Đắk Trăm trên cơ sở 5.277 ha diện tích tự nhiên và 3.036 nhân khẩu của xã Văn Lem
- Thành lập xã Đắk Rơ Ông trên cơ sở 6.807 ha diện tích tự nhiên và 2.619 nhân khẩu của xã Đắk Tờ Kan
- Thành lập huyện Tu Mơ Rông trên cơ sở điều chỉnh 86.170 ha diện tích tự nhiên và 21.486 nhân khẩu của 11 xã: Đắk Hà, Tu Mơ Rông, Măng Ri, Ngọk Lây, Tê Xăng, Văn Xuôi, Ngọk Yêu, Đắk Tờ Kan, Đắk Rơ Ông, Đắk Na và Đắk Sao thuộc huyện Đắk Tô.

Huyện Đăk Tô còn lại 51.570 ha diện tích tự nhiên và 29.015 nhân khẩu với 9 đơn vị hành chính cấp xã, bao gồm thị trấn Đăk Tô và 8 xã: Diên Bình, Tân Cảnh, Kon Đào, Ngọk Tụ, Đắk Rơ Nga, Văn Lem, Đắk Trăm, Pô Kô.
Ngày 9 tháng 6 năm 2008, Chính phủ ban hành Nghị định số 74/2008/NĐ-CP. Theo đó:
- Điều chỉnh 380 ha diện tích tự nhiên của xã Pô Kô về xã Hơ Moong, huyện Sa Thầy quản lý
- Điều chỉnh 520 ha diện tích tự nhiên, 762 nhân khẩu của xã Pô Kô và 72 ha diện tích tự nhiên, 1.263 nhân khẩu của xã Diên Bình về thị trấn Đắk Tô quản lý
- Điều chỉnh 1.190 ha diện tích tự nhiên và 654 nhân khẩu của xã Pô Kô về xã Diên Bình quản lý.

Hiện nay, huyện Đăk Tô có 9 đơn vị hành chính cấp xã, bao gồm thị trấn Đăk Tô (huyện lỵ) và 8 xã: Đắk Rơ Nga, Đắk Trăm, Diên Bình, Kon Đào, Ngọk Tụ, Pô Kô, Tân Cảnh, Văn Lem với 241.535,52 ha diện tích tự nhiên và 35.741 nhân khẩu.

## Giao thông
Đường bộ có Quốc lộ 14, chạy xuyên qua huyện theo hướng Tây Bắc-Đông Nam, từ huyện Ngọc Hồi tới huyện Đắk Hà. Thị trấn Đắk Tô nằm trên con đường này. Quốc lộ 40B dài 209 km Điểm đầu chạy từ Tam Thanh-Tam Kì-Quảng Nam qua huyện Tu Mơ Rông đến điểm cuối là thị trấn Đăk Tô-Kon Tum.